# Paramenexenus
Paramenexenus is een geslacht van wandelende takken uit de familie Lonchodidae. De wetenschappelijke naam van dit geslacht is voor het eerst voorgesteld door Josef Redtenbacher in een publicatie uit 1908. De soorten van dit geslacht komen in tropisch Azië voor.

## Soorten
Het geslacht Paramenexenus omvat de volgende soorten:
- Paramenexenus balteatus (Chen & He, 2002)
- Paramenexenus carinulatus Redtenbacher, 1908
- Paramenexenus ceylonicus (Saussure, 1868)
- Paramenexenus congnatus Chen, He & Chen, 2000
- Paramenexenus inconspicuus Redtenbacher, 1908
- Paramenexenus laetus (Kirby, 1904)
- Paramenexenus subalienus Redtenbacher, 1908